# デザイナーズマンション
デザイナーズマンション (Designers' Mansion ) とは、建築家のコンセプトが前面に表れた集合住宅（マンション）のこと。デザインマンション (Design Mansion) とも。特徴として、こだわった家具が備えられていること、間接照明、大きな窓や個性的な外観、打放しコンクリートの使用などが挙げられる。
日本では、バブル景気前後に注目を集めた。